# Мидланд (Мичиган)
Мидланд (на английски: Midland) е град в северната част на Съединените американски щати, административен център на окръг Мидланд, но частично разполооен и в окръг Бей в щата Мичиган. Населението му е около 42 000 души (2010).
Разположен е на 193 метра надморска височина във Вътрешните равнини, на 27 километра западно от брега на езерото Хюрън и на 165 километра северозападно от центъра на Детройт. Селището възниква през 20-те години на XIX век като пункт за търговия с ценни кожи, а през 1897 година там е основана „Дау Кемикъл“ (днес „ДауДюПон“), една от най-големите химически компании в света.